# Zhou Yuelong
Zhou Yuelong (Chengdu, 24 de janeiro de 1998) é um jogador profissional de snooker da China.

## Carreira
Entre 2011 e 2014, Zhou foi regularmente selecionado para jogar na rodada wild card dos eventos chineses do ranking. O máximo que conseguiu foi vencer duas das noves que disputou e em ambos acabou caindo na primeira rodada do torneio. Em dezembro de 2013, Zhou venceu o Campeonato Mundial Amador de Snooker da IBSF (IBSF World Snooker Championship), com apenas 15 anos de idade, derrotando Zhao Xintong por 8–4 na final na Letônia.. A conquista do Campeonato Mundial Amador lhe permitiu participar da turnê mundial profissional (Main Tour) de snooker para a temporada 2014–15.

### Temporada de 2014–15
Zhao se tornou profissional em 2014. Sua primeira vitória como profissional veio na tentativa número um ao derrotar Alfie Burden por 5–3 na rodada de qualificação para o Wuxi Classic de 2014, onde perdeu por 5–3 para Graeme Dott na primeira rodada. Zhou derrotou o compatriota Liang Wenbo por 6–2 na rodada de qualificação para o International Championship de 2014 e venceu sua primeira partida em um evento do ranking ao eliminar Chris Melling por 6–1, antes de ser derrotado por 6–5 por Ricky Walden na segunda rodada. Ele fez sua estreia em um evento do ranking fora da China no Campeonato do Reino Unido de 2014 (UK Championship), mas perdeu por 6–1 para Jimmy Robertson na primeira rodada. No Xuzhou Open de 2015, evento secundário do ranking e parte do Asian Tour de 2014–15, Zhou derrotou Barry Pinches para chegar às quartas de final, onde Thepchaiya Un-Nooh o venceu por 4–2. Isso o ajudou a terminar em 15º na "Order of Merit". A segunda e última aparição de Zhou em um evento do ranking nesta temporada foi no Open da China de 2015 (China Open) e, depois de vencer os dois primeiros frames, ele perdeu por 5–2 para David Gilbert. Ele foi o número 75 do mundo após sua temporada de estreia na turnê.
Zhou foi selecionado para participar da Copa do Mundo de Snooker de 2015 (Snooker World Cup), evento não pontuável para o ranking, com Yan Bingtao, de 15 anos, como parte da equipe "B" da China; como anfitriã do torneio, a China pode ter um segundo time na competição. Na fase de grupos, eles terminaram como líderes, à frente do time da Tailândia e da Inglaterra, e em seguida, derrotaram a dupla da Austrália e do País de Gales, respectivamente, nas quartas de final e semifinal, e por fim, a dupla da Escócia na final e levaram para casa um cheque de US$ 200 000 para ser repartido entre os dois.

### Temporada de 2015–16
Zhou derrotou Sam Baird por 6–4 na rodada de qualificação para o International Championship de 2015 e venceu Martin Gould por 6–2 e Sanderson Lam por 6–0 para chegar às oitavas de final um evento do ranking pela primeira vez, onde acabou perdendo por 6–5 para Thepchaiya Un-Nooh. Sua vitória na Copa do Mundo (World Cup) lhe valeu uma vaga no Champion of Champions de 2015, evento não pontuável para o ranking, e ele venceu o atual campeão mundial Stuart Bingham por 4–3, antes de perder por 6–3 para Kyren Wilson nas quartas de final. Zhou fez sua estreia em um evento do ranking em solo britânico no Campeonato do Reino Unido de 2015 e derrotou Craig Steadman por 6–3, antes de ser derrotado por 6–1 na segunda rodada para Shaun Murphy. Ele se classificou para o Open da China de 2016 e perdeu por 5–2 para John Higgins na rodada de abertura. Zhou chegou perto de disputar o Campeonato Mundial (World Championship) pela primeira vez, mas foi derrotado na rodada final de qualificação por 10–7 para o compatriota Zhang Anda. Ele entrou no top 64 do ranking mundial pela primeira vez no final da temporada, terminando na 54º posição.

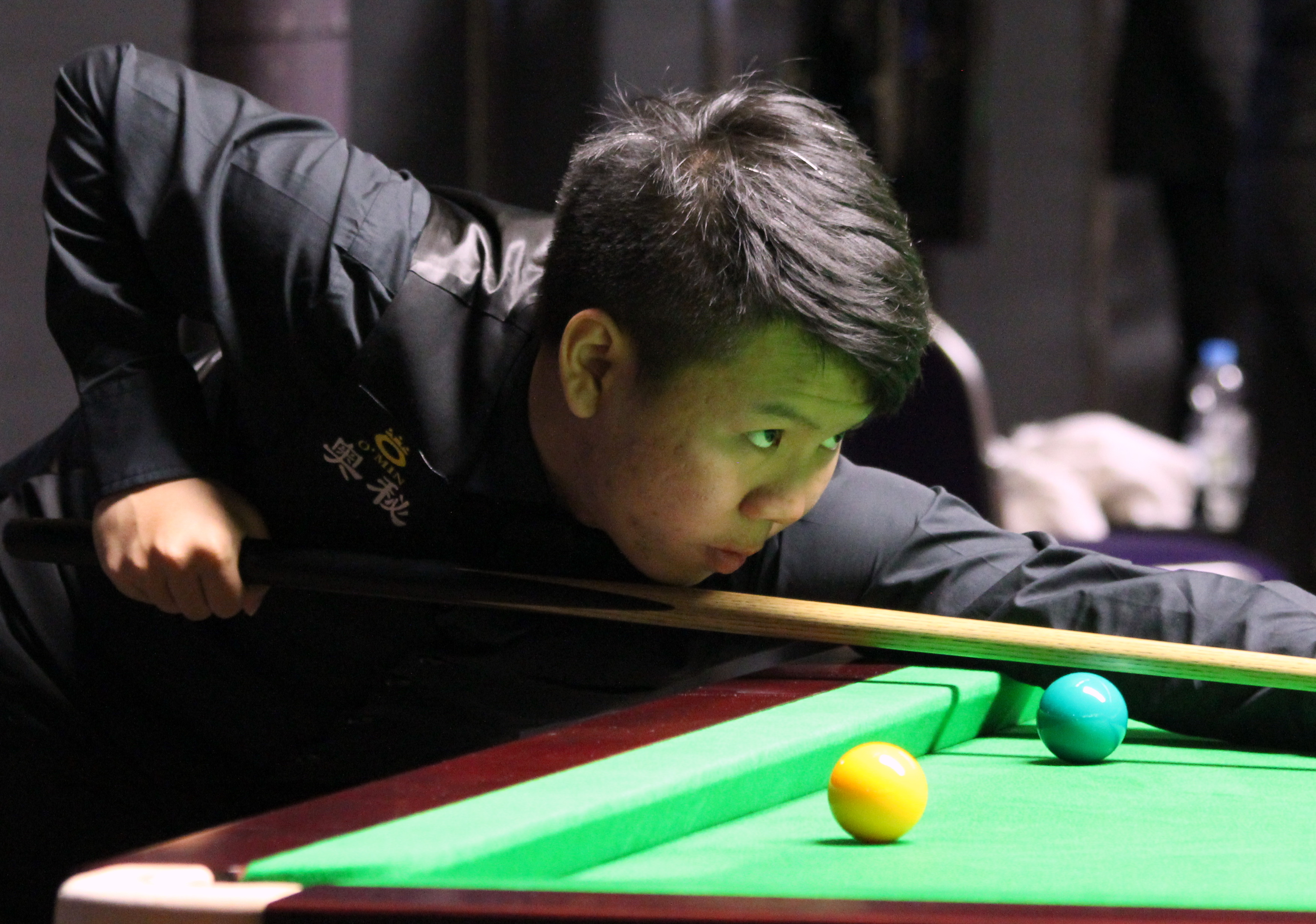
Paul Hunter Classic de 2016

### Temporada de 2016–17
Zhou chegou às oitavas de final do International Championship de 2016 com vitórias sobre Anthony McGill e Mark Joyce, mas perdeu por 6–2 para John Higgins. Ele progrediu para a mesma fase no Campeonato do Reino Unido de 2016 ao derrotar seu parceiro na Copa do Mundo Yan Bingtao por 6–5 e foi derrotado por 6–2 por Shaun Murphy. Zhou perdeu apenas dois frames em quatro partidas no Open do País de Gales de 2017 (Welsh Open) para chegar pela primeira vez às quartas de final de um evento do ranking, mas foi derrotado por 5–0 para Scott Donaldson. Ele venceu Christopher Keogan por 10–5, Ian Preece por 10–8 e Ben Woollaston por 10–9 nas rodadas de qualificação, chegando pela primeira vez ao Campeonato Mundial. Ele enfrentou o compatriota Ding Junhui na primeira rodada e foi derrotado por 10–5. Zhou alcançou o top 32 do ranking mundial pela primeira vez no final da temporada.

### Temporada de 2017–18
Zhou chegou às semifinais de um evento do ranking pela primeira vez no European Masters de 2017. Ele derrotou Robbie Williams, Oliver Lines, Michael Georgiou, Peter Lines, e Anthony McGill, antes de perder por 6–4 para Stuart Bingham. Ele também chegou à final da Championship League de 2018, torneio não pontuável para o ranking, mas perdeu por 3–2 para John Higgins.

### Temporada de 2018–19
Em sua partida contra Lyu Haotian pela primeira rodada do Open da Índia de 2019 (Indian Open), Zhou fez seu primeiro break máximo oficial de 147 pontos no quarto frame, mas acabou perdendo a partida por 3–4. Zhou também se classificou para o Campeonato Mundial de 2019, após vencer Robin Hull, Liam Highfield, e Eden Sharav nas rodadas de qualificação. Ele registrou sua primeira vitória no torneio ao derrotar Mark Allen por 10–7, mas perdeu para Ali Carter por 13–9 na segunda rodada.

### Temporada de 2019–20
Em janeiro de 2020, Zhou alcançou sua primeira final em torneios do ranking no European Masters após vitórias sobre Mark Williams e Barry Hawkins, mas foi derrotado por Neil Robertson por 9–0 na final, tornando-se o segundo jogador a ser derrotado sem vencer um frame sequer numa decisão de evento do ranking de duas sessões. Zhou alcançou outra final do ranking em fevereiro de 2020, mas perdeu para Michael Holt no Shoot Out.

### Temporada de 2020–21
Zhou teve um desempenho espetacular no Campeonato do Reino Unido de 2020, alcançando sua primeira semifinal da "tríplice coroa" (Triple Crown). Em 7 de dezembro de 2020, Zhou fez o segundo break máximo de sua carreira durante o Open da Escócia (Scottish Open) em sua vitória por 4–1 sobre Peter Lines pela primeira rodada.

## Finais na carreira

### Finais em eventos do ranking: 2 (2 vices)
| Resultado    | Ano  | Competição           | Adversário na final | Placar | Ref.   |
| Vice-campeão | 2020 | European Masters (I) | Neil Robertson      | 0–9    | [ 28 ] |
| Vice-campeão | 2020 | Snooker Shoot Out    | Michael Holt        | 0–1    | [ 29 ] |

### Finais em eventos fora do ranking: 1 (1 vice)
| Resultado    | Ano  | Competição          | Adversário na final | Placar | Ref.   |
| Vice-campeão | 2018 | Championship League | John Higgins        | 2–3    | [ 24 ] |

### Finais Pro-am: 2 (1 título, 1 vice)
| Resultado    | Ano  | Competição              | Adversário na final | Placar | Ref.   |
| Vice-campeão | 2016 | Fuzhou Open             | Zhang Anda          | 1–5    | [ 32 ] |
| Campeão      | 2018 | Zibo International Open | Yan Bingtao         | 5–2    | [ 33 ] |

### Finais em equipe: 4 (2 títulos, 2 vices)
| Resultado    | Ano  | Competição            | Time                                | Adversário na final                         | Placar | Ref.   |
| Campeão      | 2015 | World Cup             | China B                             | Escócia                                     | 4–1    | [ 34 ] |
| Vice-campeão | 2017 | CVB Snooker Challenge | China                               | Grã-Bretanha                                | 9–26   | [ 35 ] |
| Campeão      | 2018 | Macau Masters         | Barry Hawkins Ryan Day Zhao Xintong | Mark Williams Joe Perry Marco Fu Zhang Anda | 5–1    | [ 36 ] |
| Vice-campeão | 2019 | World Cup             | China B                             | Escócia                                     | 0–4    | [ 37 ] |

### Finais amadoras: 2 (1 título, 1 vice)
| Resultado    | Ano  | Competição                       | Adversário na final | Placar | Ref.   |
| Vice-campeão | 2013 | IBSF World Under-21 Championship | Lu Ning             | 4–9    | [ 38 ] |
| Campeão      | 2013 | IBSF World Championship          | Zhao Xintong        | 8–4    | [ 39 ] |